# Saint-Julien-en-Vercors
Saint-Julien-en-Vercors – miejscowość i gmina we Francji, w regionie Owernia-Rodan-Alpy, w departamencie Drôme.
Według danych na rok 1990 gminę zamieszkiwały 182 osoby, a gęstość zaludnienia wynosiła 10 osób/km² (wśród 2880 gmin regionu Rodan-Alpy Saint-Julien-en-Vercors plasuje się na 1444. miejscu pod względem liczby ludności, natomiast pod względem powierzchni na miejscu 586.).